# Polizeiruf 110: Schnelles Geld
Schnelles Geld ist ein deutscher Kriminalfilm von Manfred Mosblech aus dem Jahr 1983. Der Fernsehfilm beruht auf einer Filmerzählung von Gerhard Scherfling und erschien als 87. Folge der Filmreihe Polizeiruf 110.

## Handlung
Eigentlich wollte Peter Lommer mit seiner Frau Astrid und Tochter Danni am Wochenende im Auto der kleinen Familie zu Astrids Eltern aufs Land fahren. Am frühen Sonntagmorgen sucht ihn jedoch sein Freund Horst auf, der sich unbedingt Peters Wagen leihen will. Er gibt Peter 100 Mark dafür, und Peter willigt schließlich ein. Horst braucht den Wagen, um beim Verkaufsgespräch mit einem dörflichen Hofbesitzer Eindruck zu schinden, obwohl er in Wirklichkeit kein Geld hat. Das Verkaufsgespräch läuft zunächst gut, doch schon bald durchschaut der Bauer Horst und lehnt schließlich weitere Verhandlungen und den Verkauf ab. Mit Charme und kleineren Gaunereien erlangt Horst anschließend wieder einmal bei einer Frau alte mehr oder weniger wertvolle Gegenstände, die sich im Zuge der Nostalgiewelle zu Geld machen lassen.
Astrid ist von der freundschaftlichen Hilfe ihres Mannes wenig begeistert. Mit Peter und der Tochter läuft sie schließlich zu ihren Eltern. Es wird deutlich, dass Astrid und Peter den Eltern 5.000 Mark schulden, da Peter sich ein neues Auto gekauft hat. Astrid zahlt immer wieder kleine Raten zurück, während Peter unter den Schulden leidet. Er will mehr als sein bisher Erreichtes, träumt von einem Lottogewinn oder einer großen Erbschaft und von einer besseren Wohnung. Derzeit lebt die Familie in einer kleinen Dachwohnung in einem verwinkelten Altbau mit Galeriezugang.
Eines Tages überredet Horst Peter zur Teilnahme an einem scheinbar sicheren Verbrechen. In einer Thüringer Kleinstadt soll es problemlos möglich sein, den Wirt der „Goldenen Henne“ am Nachttresor zu überfallen. Nach Horsts Schätzung könnten sie bei dem Raub in dem nachts menschenleeren Ort 30.000 Mark erbeuten. Horst verplant das Geld bereits für einen Bauernhof, in dem auch Peter und Astrid wohnen könnten. Nach kurzer Bedenkzeit stimmt Peter schließlich zu, am geplanten Verbrechen mitzumachen. Horst hat Arbeiteranzüge und Strumpfmasken besorgt. Beim nächtlichen Überfall auf den Wirt kommt es jedoch zur Rangelei. Peter reagiert unbeholfen und schlägt den Mann ohne Absicht nieder. Der fällt auf den Bordstein und bleibt zunächst hilflos liegen. Peter und Horst fliehen im Wagen des Überfallenen, wobei ihnen ein Schneepflug den Weg zu versperren versucht. Beim Ausweichmanöver schlägt Peter hart mit dem Kopf an und zieht sich schwere Verletzungen zu. Er blutet heftig, als Horst ihm in seinen Wagen hilft. In Peters Wohnung angekommen müssen die beiden feststellen, dass sie statt 30.000 Mark nur knapp 5.000 Mark erbeuten konnten. Anschließend verbindet Horst Peter den Kopf und hilft ihm ins Bett. Die Schuld an seiner schweren Verletzung sucht er aber bei Peter, der nicht richtig reagiert habe.
Die Ermittler, zu denen auch Oberleutnant Lutz Zimmermann gehört, haben inzwischen am Tatort zahlreiche Spuren sichern können. Sie wissen, dass der Beifahrer – Peter – sehr schwer verletzt sein muss, fanden sie doch neben Blutspuren am Tatort auch Knochensplitter im Fluchtauto. Über einen Fingerabdruck können sie schließlich Horst ermitteln, der wegen Hehlerei vorbestraft ist. Sie erwarten ihn in seinem Haus in Rudolstadt und verhaften ihn. Für Peter jedoch kommt jede Hilfe zu spät. Er war benommen aus dem Bett gestiegen und kurz darauf zusammengebrochen. Die Ermittler können beim Eintreffen nur noch seinen Tod feststellen. Lutz Zimmermann überbringt Astrid, die bei ihren Eltern war, die Nachricht vom Tod ihres Mannes.

## Produktion
Schnelles Geld wurde vom 15. Januar bis 15. März 1983 unter den Arbeitstiteln Der Freund, Geschäftsrisiko und 2 Freunde in Schleusingen, Friedrichroda, Rudolstadt, Bad Blankenburg und Oberhof gedreht. Die Kostüme des Films schuf Ute Rossberg, die Filmbauten stammen von Reinhard Welz. Der Film erlebte am 13. November 1983 im 1. Programm des Fernsehens der DDR seine Premiere. Die Zuschauerbeteiligung lag bei 49,7 Prozent.
Es war die 87. Folge der Filmreihe Polizeiruf 110. Oberleutnant Lutz Zimmermann ermittelte in seinem 2. Fall. Ruth und Blanche Kommerell sind wie im Film tatsächlich Mutter und Tochter.